# イロク
イロク（クロアチア語: Ilok,ハンガリー語: Újlak,ドイツ語: Illok,トルコ語: Uyluk）はクロアチア東部ヴコヴァル＝スリイェム郡の都市およびそれを中心とした基礎自治体である。セルビアのヴォイヴォディナとはドナウ川を挟み国境を接している。ハンガリー語での呼称であるウーイラク（Újlak）は新しい場所を意味している。

## 人口・民族構成
2001年の国勢調査によればイロクの人口は市街で5,897人、基礎自治体全体では8,350人 であった。基礎自治体内にはバプスカ（Bapska）、シャレングラド（Šarengrad）、モホヴォ（Mohovo）などの村が含まれる。イロクはクロアチアでは最大のスロバキア人マイノリティーが住む自治体である。
- 2001年現在の民族構成
  - クロアチア人 - 76.94%
  - スロバキア人 - 12.50%
  - セルビア人 - 6.78%
  - ハンガリー人 - 1.17%

## 歴史
今日のイロク周辺地域は新石器時代より人が住み始めたとされている。1世紀から2世紀にかけてのローマ時代には集落や最初のドナウ川の要塞があった。スラヴ人が住み始めたのは6世紀のことで、おそらくアヴァールが居なくなった後のこととされる。その後、中世ハンガリー王国になるまでこの地はブルガリア帝国によって支配されるようになる。
12世紀、13世紀イロクは交易都市として文書には様々な名称（Iwnlak, Vilak, Vylok, Wyhok, Wylak）で言及されている。13世紀終わりにはハンガリー王がヴィラク・カストルムを有力な貴族であるチャーク家（Csák）に与えている。13世紀、14世紀、イロクは半独立国であるチャーク・ウグリンが領有する中世の国・上スレムの首都であった。1354年以後イロクはガライ家のミクローシュ（Garay Miklós）およびパール（Garay Pál）、そしてコント・ミクローシュ（Kont Miklós）の支配下にあった。その後、ウーイラキ家の強力な支配者であったミクローシュ（Újlaki Miklós）やレーリンツ（Újlaki Lőrinc）が支配する。ウーイラキ・ミクローシュは1457年から1463年まで「全スラヴォニア」のバンで、1477年から1524年まで彼の息子であるレーリンツはスレムの君主であった。
1526年から町はオスマン帝国支配下に入る。オスマン支配下時期にはムスリムが多数を占めるようになる。1566年から1569年にはイロクには238戸のムスリムの家と27戸のキリスト教徒の家があったとされる。1669年のイロクには1,160戸があり2つのモスクがあった。1697年、ハプスブルク君主国の軍隊が町を占領した時にはオスマンやムスリム住民は町から逃れた。ハプスブルク支配時、イロクはクロアチア王国やハンガリー王国とともにハプスブルクの国として、スラヴォニア王国に属していた。1849年から1868年の間、スラヴォニア王国はハプスブルクからは完全に分離されていたが、1868年にクロアチア王国と統合されクロアチア・スラヴォニア王国となっている。
1918年、イロクはスロベニア人・クロアチア人・セルビア人国の領域となり、その後ユーゴスラビア王国となる。1939年から1941年の間はユーゴスラビア王国のクロアチア自治州（Banovina Hrvatska）に属し、1941年から1944年にはナチスの傀儡国家クロアチア独立国に属していた。第二次世界大戦後の1945年からは新たにユーゴスラビア社会主義連邦共和国のクロアチア社会主義共和国となる。
1991年10月7日からのクロアチア紛争時にはセルビア人の準軍事組織が率いるユーゴスラビア国軍からの占領からクロアチア人や非セルビア人たちはイロクの町から逃れているが、周辺の急速な占領からの破壊は免れている。1991年から1995年までイロクはクライナ・セルビア人共和国の支配地域となる。この地域がクロアチアに平和的に再統合されるのは1998年で、ドナウ川に浮かぶシャレングラド島（Šarengrad）は未だセルビアに実効支配されている。

## みどころ
イロクはドナウ川の国境や河港の町として通過地点であり、クロアチア最東端の地である。重要な文化的、歴史的な遺産も多くありゴシック教会やオスマン時代のイスラム様式の建物の跡など、東西の芸術の違いがはっきりと現れている町としてクロアチアでは興味深い町の一つである。また豊富なワインの生産地でもあり、毎年9月下旬から10月上旬にかけ、イロクを象徴する伝統的な行事であるぶどうの収穫が行われる。イロクの地元料理やイロクワインであるトラミネル（Traminer）、ブルグンディ（Burgundy）、グラセビナ（Grasevina）はクロアチア国外でも知られている。